# An Thạnh Trung
An Thạnh Trung là một xã thuộc huyện Chợ Mới, tỉnh An Giang, Việt Nam.

## Địa lý
Xã An Thạnh Trung có vị trí địa lý:
- Phía bắc giáp với xã Long Kiến
- Phía đông bắc giáp xã Mỹ An
- Phía đông và đông nam giáp thị trấn Hội An
- Phía nam giáp xã Hòa Bình
- Phía tây giáp xã Mỹ Hòa Hưng thành phố Long Xuyên qua sông Hậu.

Xã An Thạnh Trung có diện tích 32,14 km², dân số năm 2019 là 17.523 người, mật độ dân số đạt 545 người/km².

## Hành chính
Xã An Thạnh Trung được chia thành 11 ấp: An Lạc, An Khánh, An Bình, An Quới, An Thị, An Long, An Tịnh, An Hưng, An Hồng, An Phú, An Khương.

## Hình ảnh

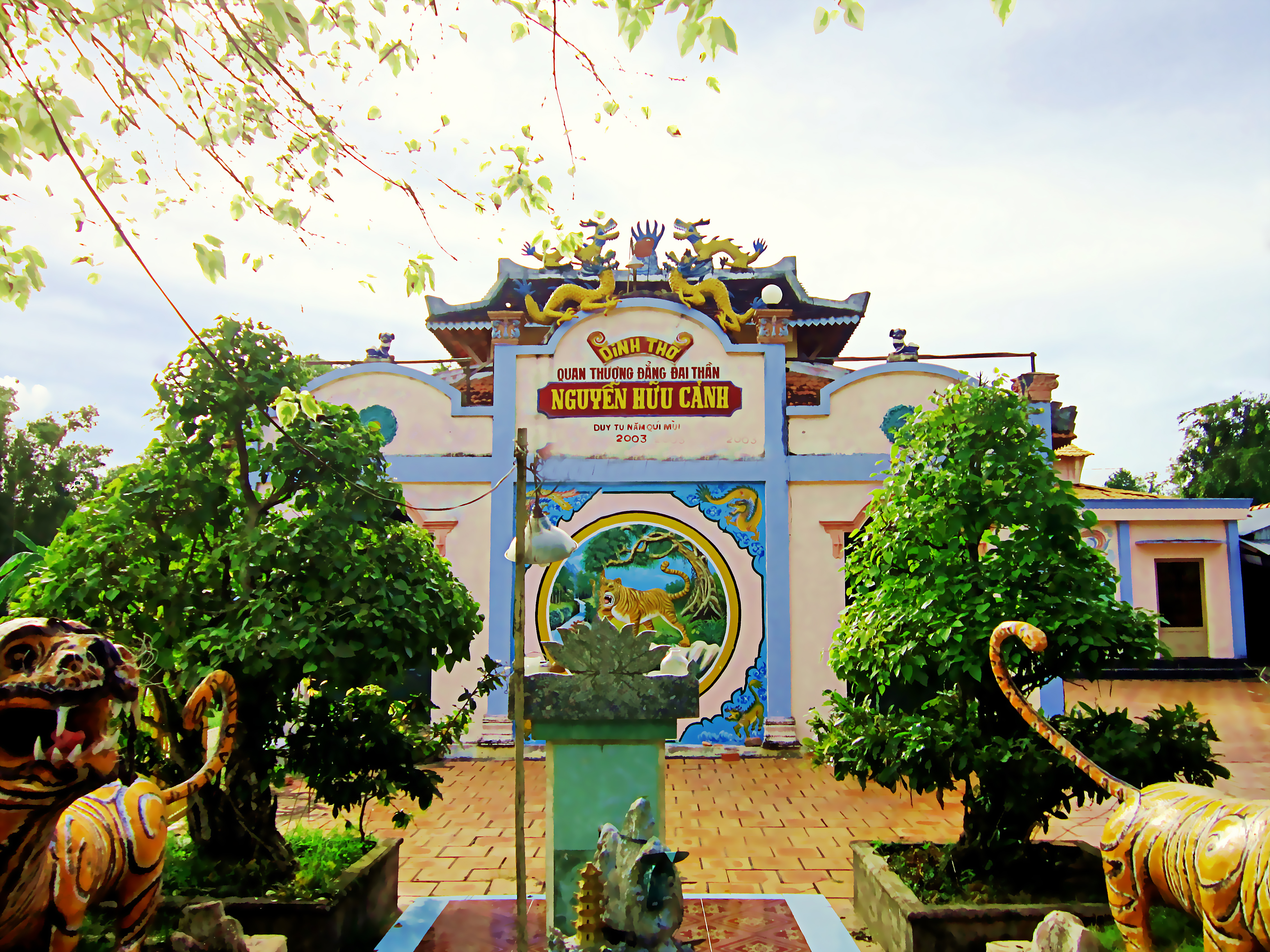
Dinh thờ Nguyễn Hữu Cảnh ở xã An Thạnh Trung.